# Битка код Деметрича
 Билка код Деметрича  1185. год. је била сукоб између византијске војске и отало–норманских снага Краљевства Сицилије, која се одиграла недуго након пустошења другог по величини града у царству, тј. града Солуна. Завршена је убедљивом византијском победом.

## Узрок
Након потискивања византије са њених упоришта у јужној уталији и са Сицилије, Нормани су предузели поход још ближе, у византији.Византија је током векова због честих ртова на истоку са муслиманским државама и персијом, врло често била у незавидној ситуацији у Италији. То су са временом користили франци и други германи, који ма су се касније придеружили муслимански емирати (који су се оформики на неким острима око Италије) који су заједно нападали византију. До кулминације долази након верске поделе хришћанства је је новостворена римска-католичка црква уз помоћ франака а касније и нормана почела да шири своју моћ. Тако да је повлачење византијаца пратила и верска асимилација и нетрпељивост према православном становништву, која ће за само неколико векова од једине доминатне вероисповести на апенинима бити избрисана. Нормани су у 12. веку искористили борбу око византијског престола тако да су успели да протерају тада ослабљену Византију из јужне Италије, а након тога успеавају да преузму стратешки важну сицилију где оснивају краљевство. Губитак ових стратешки важних тачака имао је за последицу инвазију нормана који су се искрцали код Драча. У почетку византија је због изненадног напада и лоше организације трпела поразе, па је изгубила Драч а нешто касније Солун. Последице су биле ужасне, јер је приликом пада Солуна дошло до скрнављења цркава, њихове пњачке скрнављења гробова светаца, масакрирања и мучења становништва, пљачкања ризница и библиотека као и уништавање градске инфрастуктуре. Ово скрнављење древог хришћанског града изазвало је коначни византијски удар и сламање инвазије у којем је Битка код Деметрича имала велик значај .

## Битка
Битка код Деметрича  1185 . год. била је сукоб између Византијске војске и Итало–Норманских снага Краљевства Сицилије, која се одиграла недуго након пустошења другог по величини града у царству, тј. града Солуна . Норманска војска је напредовала ка истоку све доксе није сусрела са византијском војсом предвођном од стране Алексија Вране у близини деметрича (данашњи сидро кастро) . Период сукоба и привидног примирја између две војске трајао је неко време, али је 7. новембра Врана покренуо изненадни напад и страховито их поразио. Гоњени од сране византијаца, преживели нормани су побегли у Солун, који је препуштен без борбе, док су остаци норманске војске побегли у Драч на обали јадранског мора, чиме је ефикасно уништен покушај сицилијанске-латинске инвазије на царство.

## Последице
Ово је био један од првих покушакја, освајања политичког и верског простора византије од стране запада пре пада Цариграда 1204.